# 晉應槐
晉應槐（1533年—1607年），字植吾，號似齋，人稱念沖先生，山西平陽府洪洞縣人，軍籍，明朝政治人物。

## 生平
嘉靖三十四年（1555年）乙卯科山西鄉試第二名舉人，三十五年（1556年）中式丙辰科會試第二百三十三名，三甲第一百四十九名進士。通政司觀政，授中書舍人，三十七年（1558年）擢吏部驗封司主事，升員外郎，升吏部文選司郎中，掌銓政。徐相国（徐阶）、黄少宰为其私人请，峻拒之。秩满，例举一人自代，司马某以其子为言，弗应，四十三年（1564年）九月擢太常寺少卿、提督四夷館。会司马晋冢宰，嗛前事，隆慶三年（1569年）正月借京察典谪运判，迁广平府同知，四年七月升河南按察司佥事、兼理兵备，五年十一月升山西左参议。矿贼起河北，遣勇士二十人佯为贾客，入贼垒，缚其渠魁以出。高拱掌内阁，晋应槐致书高拱，得以升迁。万历元年（1573年）二月由陕西左参议升陕西按察副使，整饬固原等处兵备兼理屯田。靖宁告变，将士请用兵，不许，用计散遗之，二年丁母忧归。五年十一月复除湖广副使，六年八月升湖广右参政，刊屯约四章，按侵夺者寘于法。迁湖广按察使，景王府第燬于火，府僚聚饮所致，卒正其罪，尚书何某为之请，不听。八年十二月升湖广左布政使。当大比，江陵相介学使者有所属，却之。九年五月升都察院右僉都御史、巡撫寧夏。下令市马不得逾额，灵州守将为凶卒所杀，擒治如律，后为湖北理官诬奏，十一年二月被弹劾回籍听勘。巡按核实，疏其枉，以原品调南京，因谢政归。年五十致仕，卜筑城北之北溪，日手黄庭一编，優游林下凡三十五年，卒年七十五。

## 家族
曾祖晉鍾；祖父晉偉（1487年-1558年），字士奇，號東野，元城縣丞；父晉朝臣，號厚齋，嘉靖十九年庚子舉人，戶部員外郎。母張氏（1513年-1574年），封太安人。弟晉應龍、晉應兆、晉應庚、晉應麟；從弟晉應鸞、晉應期。子晉承寵，進士；晉承命、晉承忠，俱舉人。孫晉淑抃，進士；晉淑程、晉淑文、晉淑周，俱舉人。